# Mara Alvares
Mara Alvares (Porto Alegre, Rio Grande do Sul, 1948) é uma artista visual, fotógrafa e professora brasileira que se desenvolve através da pintura, gravura, fotografia e performance, questionando a figura do corpo feminino e suas desenvolturas.

## Vida e carreira[2]
Em 1973, recebe o seu diploma em Artes Plásticas, pelo Instituto de Artes da Universidade Federal do Rio Grande do Sul (UFRGS), em Porto Alegre.
Entre 1976 e 1978, participou do coletivo de artistas "Nervo Óptico", onde organizava discussões e exposições coletivas. 
Em 1979, Mara e mais oito artistas fundam o centro cultural Espaço N.O, instalado na Galeria Chaves, em Porto Alegre. O espaço abrigava experimentações artísticas e discussões sobre diversos aspectos da produção contemporânea, além de oferecer cursos, palestras, concertos musicais, exposições, eventos multimídias e performances. As atividades da galeria se encerraram no ano de 1982, mas seus arquivos se ainda mantêm vivos até hoje, sendo administrado pela artista Vera Chaves Barcellos (1938), que também integrava o grupo de artistas, desde sua formação.
Em 1980, Mara se muda para os Estados Unidos, onde passa a estudar arte da performance e fotografia na School of the Art Institute of Chicago (SAIC).
Em 1984 recebe o prêmio aquisição do 7º Salão Nacional de Artes Plásticas da Fundação Nacional de Arte (Funarte), no Rio de Janeiro.
Ingressa na escola do Instituto de Arte de Chicago, nos Estados Unidos, a partir de 1980 para estudar fotografia e performance. E em 1993, a artista se torna professora, passa a lecionar pintura no Instituto de Artes da UFRGS.
Em 2018, a série Adansônia compõe o conjunto de obras de 120 artistas latinas e chicanas (americanas de origem latina) da exposição Mulheres Radicais: Arte Latino-americana, 1960-1985. A exposição tem o intuito de difundir o conhecimento sobre artistas mulheres latino-americanas, tornando-se um importante marco na carreira da artista.

## Exposições individuais (seleção)
- 1996, Pinturas recentes, MARGS, Porto Alegre, Brasil [3]
- 1984, Individual de Mara Alvares, Galeria Tina Zappoli, Porto Alegre, Brasil[4]

## Exposições coletivas (seleção)
- 2018, Mulherer Radicais: arte latino-americana, 1960-1985, Pinacoteca de São Paulo, Brasil[5]
- 2016-2017, Nervo Óptico:  40 anos, Centro Cultural São Paulo, Brasil[6]
- 2015,  Destino dos Objetos, Fundação Vera Chaves Barcellos, Viamão, Brasil[7]
- 2014, O Museu Sensível: Uma Visão da Produção de Artistas Mulheres na Coleção do MARGS, Porto Alegre, Brasil [8]
- 2011, O Museu Sensível : Uma Visão da Produção de Artistas Mulheres na Coleção do MARGS, Porto Alegre, Brasil[9]
- 2010, Pintura: da matéria à representação, Fundação Vera Chaves Barcellos , Viamão, Brasil[10]
- 2010, Pintura: da matéria à representação, Fundação Vera Chaves Barcellos , Porto Alegre, Brasil
- 2010, Silêncios e Sussurros, Fundação Vera Chaves Barcellos, Viamão, Brasil[11]
- 2007,  Anos 70 - arte como questão, Instituto Tomie Ohtake, São Paulo, Brasil[12]
- 2006, A Imagem Lúcida: fotografia contemporânea no acervo FVCB, Fundação Vera Chaves Barcellos, Porto Alegre, Brasil[13]
- 2004, Mostra de Lançamento do MAC no Cais do Porto, Cais do Porto, Porto Alegre, Brasil[14]
- 2000, [bah]Zart Contemporâneo, Galeria Chaves, Porto Alegre, Brasil[15]
- 2000, Projeto Curadoria – Acervo: 60/70 e 80/90, MARGS, Porto Alegre, Brasil[16]
- 1997, 25x25: II Porto Alegre em Buenos Aires artes plástica, Centro Cultural Recoleta, Buenos Aires, Argentina[17]
- 1994, Projeto Presença – Carlos Wladimirsky e Mara Alvares, Saguão do MARGS, Porto Alegre, Brasil[18]
- 1987, Connection Project/Conexus, Southeastern Massachusetts University Art Gallery, Massachusetts, Estados Unidos[19]
- 1987, Connection Project/Conexus, Museum of Contemporary Hispanic Art, Nova York[20]
- 1986, 9º Salão Nacional de Artes Plásticas - Regional Sul, Museu de Arte do Rio Grande do Sul, Porto Alegre, Brasil[21]
- 1985, 3º Salão Paulista de Arte Moderna, Fundação Bienal de São Paulo, Brasil[22]
- 1985, 7ª Exposição Geral da AIBA, Museu de Arte Moderna do Rio de Janeiro, Brasil[23]
- 1984-1985, Salão de 1931; marco da revelação da arte moderna em nível nacional, FUNARTE,  Rio de Janeiro[24]
- 1983, Arte Livro Gaúcho: 1950/1983, Museu de Arte do Rio Grande do Sul Ado Malagoli, Porto Alegre, Brasil[25]
- 1982, Porque sim – Fragmentos de multimedia, MARGS - Sala do Porão, Porto Alegre , Brasil[26]
- 1978, Nervo Óptico, Galeria Chaves, Porto Alegre,  Brasil[27]
- 1978, 4º Salão de Artes Visuais da UFRGS, Instituto de Artes da UFRGS (IA/UFRGS), Porto Alegre, Brasil[28]
- 1976, Exposição Manifesto, MARGS, Porto Alegre, Brasil[29]
- 1975, 3º Salão de Artes Visuais da UFRGS, Porto Alegre, Brasil[30]
- 1973, Camiñito, Porto Alegre, Brasil[31]

## Museus e coleções
- 1997; 1996, Sem título, Pinacoteca Barão de Santo Ângelo, Porto Alegre[32]
- 1976-78, Série Adansônia: Jogo de esconder em 6 toques, Andansônia II e Andasônia III, Hammer Museum, Los Angeles, Estados Unidos[33]

## Publicações
- 1996, Jornal do MARGS Nº 34, MARGS - Projeto de Digitalização do Acervo Documental, Porto Alegre, Brasil [34]
- 1994, Jornal da AAMARGS Nº 13 – A reforma da reserva técnica, MARGS - Projeto de Digitalização do Acervo Documental, Porto Alegre, Brasil [35]